# Polmos Szczecin
Szczecińska Wytwórnia Wódek Polmos S.A. – zakłady spirytusowe w Szczecinie.
Powstały w zabudowaniach dawnego browaru Victoria (późniejszej wytwórni wódek i winiaków C.W. Kemp AG) przejętych w styczniu 1946 roku przez Polski Monopol Spirytusowy. Z dniem 1 lipca 1991 roku nastąpił podział Krajowego Przedsiębiorstwa Przemysłu Spirytusowego Polmos, a szczecińska wytwórnia stała się samodzielna. W 1998 roku przekształciła się w spółkę akcyjną, a 100% akcji pozostaje w rękach Skarbu Państwa.
Szczecińska Wytwórnia Wódek Polmos S.A. specjalizuje się w produkcji wódek naturalnych. Obszerne piwnice i odpowiedni klimat jaki w nich panuje sprzyja alkoholom wymagającym długoletniego leżakowania. Dlatego też w asortymencie przedsiębiorstwa znaleźć można trunki takie jak Starka, najmłodsza leżakuje minimum 10 lat, najstarsza 50-letnia (whisky z oryginalnego szkockiego destylatu) dojrzewa na miejscu w szczecińskich podziemiach.
Niektóre z wcześniej wyprodukowanych alkoholi można nabyć w sklepie firmowym, jednak nabycie Starki nie jest możliwe.

## Historia
Podczas II wojny światowej budynki dawnego browaru Victoria nie uległy zniszczeniu, a piwnice pozostały nietknięte. W styczniu 1946 roku obiekt zostaje przejęty przez Państwowy Monopol Spirytusowy, a produkcja ponownie rozpoczyna prace w marcu na 2 ręcznych stołach produkcyjnych. Do roku 1964 przedsiębiorstwo szybko się rozwija. Zostają zakupione nowe urządzenia oraz technologie, powstają kolejne stoły rozlewnicze, następuje automatyzacja, a liczba pracowników wynosi ponad 300. 
Lata 70. to okres najwyższej produkcji oraz stabilności. Firma utrzymuje zażyłe stosunki z bliźniaczą fabryka w Rostocku.
W 1991 roku następuje podział, a firma staje się samodzielna. W 1998 roku następuje przekształcenie na Spółkę Akcyjną ze 100% udziałem Skarbu Państwa. W 2010 roku Szczecińska Wytwórnia Wódek „Polmos" S.A. (nr KRS 0000049302) zostaje postawiona w stan upadłości likwidacyjnej, w 2012 roku firma zostaje przekształcona na: Fabryka Wódek „Starka” spółka z o.o. (nr KRS 0000422739)

## Szczecińska Starka
Szczecińskie 'narodziny' starki miały miejsce w 1947 roku, a pierwsze starki ujrzały światło dzienne w roku 1955. Wtedy to z wytwórni na ul. Jagiellońskiej wyszło 5090 półlitrówek pięcioletniego produktu. Dwa lata później na rynku pokazała się dziesięcioletnia, a w 1972 piętnastoletnia Starka Jubileuszowa. Potem do coraz liczniejszej rodziny starek doszły: mająca 20 lat Patria, Piastowska (25 lat) i Banquet (30 lat). W 1997 roku weszła na rynek starka, którą od wlania do beczek trzymano w piwnicach przez pół wieku. Ostatni gatunek starek ukazał się w 2007 roku. Z okazji finału regat żeglarskich The Tall Ships’ Races na rynek wypuszczono starki 18-letnie.
Wszystkie odmiany produkowane są z nierektyfikowanego spirytusu żytniego. Dojrzewają w piwnicach w stałej temperaturze (ok. 16 st. C) i wilgotności. Leżakują w dębowych beczkach, co przydaje im odpowiedniego smaku i śniadego koloru.
Wszystkie szczecińskie starki mają 50% zawartości alkoholu, cierpki, ostry smak, intensywny zapach przypalanki. Im są starsze, tym barwa jest bardziej intensywna.